# Fussballclub Red Bull Salzburg 2016-2017
Questa voce raccoglie le informazioni riguardanti il Fußballclub Red Bull Salzburg nelle competizioni ufficiali della stagione 2016-2017.

## Stagione
I biancorossi, campioni d'Austria in carica, tentano per la nona volta la qualificazione alla Champions League. Ai turni preliminari hanno la meglio sui lituani del Liepāja e sugli albanesi del Partizani Tirana; in entrambi i casi superano la sfida con un risultato complessivo di 3 a 0. Agli spareggi incontrano i croati della Dinamo Zagabria, con i quali pareggiano l'andata 1 a 1. La partita di ritorno, giocata in casa, si conclude ai tempi supplementari con un 2-1 per gli ospiti. Questa sconfitta qualifica gli austriaci alla fase a gironi di Europa League, nella quale vengono sorteggiati insieme a Schalke 04, Krasnodar e OGC Nizza.
Per quanto riguarda la Bundesliga, dopo la sconfitta sul campo dello Sturm Graz alla prima giornata, il Salisburgo colleziona una striscia di otto risultati utili consecutivi (di cui tre pareggi) che gli consentono di agganciare il podio. Al giro di boa del girone autunnale la classifica vede in testa lo Sturm Graz (22 punti), seguito da Salisburgo (18), Altach e Rapid Vienna (16).
Sul campo europeo i tedeschi dello Schalke 04 si portano facilmente alla guida del girone, lasciando agli avversari la lotta per il secondo posto. I biancorossi collezionano tre sconfitte nelle prime tre gare, cui seguono una vittoria ed un pareggio. All'ultima giornata, preclusa ormai la possibilità di passare il turno, vincono la sfida proprio contro la squadra di Gelsenkirchen (fino a quel momento imbattuta) chiudendo il girone in terza posizione.
Terminata l'avventura europea, il Salisburgo affronta in rapida successione le tre principali avversarie per il titolo (Austria Vienna, Altach e Sturm Graz), vincendo tutti e tre gli incontri e guadagnandosi il secondo posto. Dopo la pausa invernale, il 19 febbraio si impone a Ried per 6 a 1 diventando capolista solitaria. Nei mesi successivi distacca le inseguitrici grazie ad una lunga serie di vittorie.
Il 26 aprile vince la semifinale di ÖFB-Cup contro l'Admira Wacker Mödling, guadagnando l'accesso alla finale contro il Rapid Vienna. Il 13 maggio, a tre giornate dal termine, l'1 a 0 casalingo proprio contro i viennesi decreta la vittoria matematica del campionato. Due settimane più tardi, con la vittoria in ÖFB-Cup, il Salisburgo centra il quinto double della sua storia, nonché quarto consecutivo.

## Rosa
Rosa aggiornata al 31 luglio 2016
| N. |                          | Ruolo | Calciatore          |
| -- | ------------------------ | ----- | ------------------- |
| 1  | Austria (bandiera)       | P     | Cican Stanković     |
| 3  | Brasile (bandiera)       | D     | Paulo Miranda       |
| 4  | Francia (bandiera)       | D     | Dayot Upamecano     |
| 5  | Croazia (bandiera)       | D     | Duje Ćaleta-Car     |
| 6  | Svizzera (bandiera)      | D     | Christian Schwegler |
| 7  | Germania (bandiera)      | C     | Reinhold Yabo       |
| 8  | Mali (bandiera)          | C     | Diadie Samassékou   |
| 9  | Israele (bandiera)       | A     | Munas Dabbur        |
| 10 | Austria (bandiera)       | C     | Valentino Lazaro    |
| 11 | Germania (bandiera)      | C     | Marc Rzatkowski     |
| 14 | Norvegia (bandiera)      | C     | Valon Berisha       |
| 15 | Perù (bandiera)          | A     | Yordy Reyna         |
| 16 | Israele (bandiera)       | A     | Omer Damari         |
| 17 | Austria (bandiera)       | D     | Andreas Ulmer       |
| 18 | Giappone (bandiera)      | A     | Takumi Minamino     |
| 19 | Corea del Sud (bandiera) | A     | Hee-Chan Hwang      |

| N. |                                 | Ruolo | Calciatore              |
| -- | ------------------------------- | ----- | ----------------------- |
| 20 | Bosnia ed Erzegovina (bandiera) | A     | Smail Prevljak          |
| 21 | Norvegia (bandiera)             | A     | Fredrik Gulbrandsen     |
| 22 | Austria (bandiera)              | C     | Stefan Lainer           |
| 23 | Austria (bandiera)              | D     | Stefan Stangl           |
| 24 | Austria (bandiera)              | C     | Christoph Leitgeb       |
| 25 | Giappone (bandiera)             | C     | Masaya Okugawa          |
| 26 | Spagna (bandiera)               | A     | Jonathan Soriano        |
| 27 | Austria (bandiera)              | C     | Konrad Laimer           |
| 28 | Danimarca (bandiera)            | D     | Asger Sørensen          |
| 31 | Brasile (bandiera)              | P     | Airton Moraes Michellon |
| 33 | Germania (bandiera)             | P     | Alexander Walke         |
| 36 | Austria (bandiera)              | D     | Martin Hinteregger      |
| 46 | Austria (bandiera)              | C     | Xaver Schlager          |
| 94 | Brasile (bandiera)              | A     | Wanderson               |
| 95 | Brasile (bandiera)              | D     | Bernardo                |

## Risultati

### Fußball-Bundesliga
| Graz 1ª giornata | Sturm Graz | 3 – 1 | Salisburgo |  |

| Wals-Siezenheim 2ª giornata | Salisburgo | 1 – 1 | Wolfsberger |  |

| Wals-Siezenheim 3ª giornata | Salisburgo | 2 – 0 | St. Pölten |  |

| Ried im Innkreis 4ª giornata | Ried | 0 – 2 | Salisburgo |  |

| Wals-Siezenheim 5ª giornata | Salisburgo | 3 – 1 | Mattersburg |  |

| Vienna 6ª giornata | Rapid Vienna | 0 – 0 | Salisburgo |  |

| Maria Enzersdorf 7ª giornata | Admira Wacker M. | 0 – 4 | Salisburgo |  |

| Wals-Siezenheim 8ª giornata | Salisburgo | 4 – 1 | Austria Vienna |  |

| Altach 9ª giornata | Altach | 0 – 0 | Salisburgo |  |

| Wals-Siezenheim 10ª giornata | Salisburgo | 0 – 1 | Sturm Graz |  |

| Wolfsberg 11ª giornata | Wolfsberger | 2 – 2 | Salisburgo |  |

| Sankt Pölten 12ª giornata | St. Pölten | 1 – 5 | Salisburgo |  |

| Wals-Siezenheim 13ª giornata | Salisburgo | 1 – 0 | Ried |  |

| Mattersburg 14ª giornata | Mattersburg | 2 – 1 | Salisburgo |  |

| Wals-Siezenheim 15ª giornata | Salisburgo | 2 – 1 | Rapid Vienna |  |

| Wals-Siezenheim 16ª giornata | Salisburgo | 0 – 1 | Admira Wacker M. |  |

| Vienna 17ª giornata | Austria Vienna | 1 – 3 | Salisburgo |  |

| Wals-Siezenheim 18ª giornata | Salisburgo | 4 – 1 | Altach |  |

| Graz 19ª giornata | Sturm Graz | 0 – 1 | Salisburgo |  |

| Wals-Siezenheim 20ª giornata | Salisburgo | 3 – 0 | Wolfsberger |  |

| Wals-Siezenheim 21ª giornata | Salisburgo | 2 – 0 | St. Pölten |  |

| Ried im Innkreis 22ª giornata | Ried | 1 – 6 | Salisburgo |  |

| Wals-Siezenheim 23ª giornata | Salisburgo | 1 – 0 | Mattersburg |  |

| Vienna 24ª giornata | Rapid Vienna | 0 – 1 | Salisburgo |  |

| Maria Enzersdorf 25ª giornata | Admira Wacker M. | 1 – 1 | Salisburgo |  |

| Wals-Siezenheim 26ª giornata | Salisburgo | 5 – 0 | Austria Vienna |  |

| Altach 27ª giornata | Altach | 0 – 5 | Salisburgo |  |

| Wals-Siezenheim 28ª giornata | Salisburgo | 1 – 0 | Sturm Graz |  |

| Wolfsberg 29ª giornata | Wolfsberger | 0 – 2 | Salisburgo |  |

| Sankt Pölten 30ª giornata | St. Pölten | 1 – 2 | Salisburgo |  |

| Wals-Siezenheim 31ª giornata | Salisburgo | 1 – 1 | Ried |  |

| Mattersburg 32ª giornata | Mattersburg | 2 – 1 | Salisburgo |  |

| Wals-Siezenheim 33ª giornata | Salisburgo | 1 – 0 | Rapid Vienna |  |

| Wals-Siezenheim 34ª giornata | Salisburgo | 2 – 0 | Admira Wacker M. |  |

| Vienna 35ª giornata | Austria Vienna | 2 – 3 | Salisburgo |  |

| Wals-Siezenheim 36ª giornata | Salisburgo | 1 – 0 | Altach |  |

### ÖFB-Cup
| Arbitro: | Hameter |

|                        |           |                                               |
| Gotthartsleitner 90+3’ | Marcatori | 61’ (rig.) Lainer 78’ Bernardo 90+2’ Minamino |

| Arbitro: | Drachta |

|              |           |                                                                                 |
| Casanova 25’ | Marcatori | 2’ Rzatkowski 20’ Sørensen 22’ Hwang 36’ Lainer 42’, 85’ Dabour 90’ (rig.) Yabo |

| Arbitro: | Altmann |

|                    |           |  |
| Yabo 7’ Dabour 34’ | Marcatori |  |

| Arbitro: | Grobelnik |

|                            |           |                |
| Radošević 20’ Haidara 111’ | Marcatori | 8’ João Victor |

| Arbitro: | Weinberger |

|  |           |                                                      |
|  | Marcatori | 7’, 87’ Minamino 29’ Wanderson 48’ Laimer 60’ Lazaro |

| Arbitro: | Hameter |

|               |           |                      |
| Joelinton 56’ | Marcatori | 51’ Hwang 85’ Lazaro |

### UEFA Champions League

#### Qualificazioni
| Arbitro: | Jorgji |

|                      |           |  |
| Jonathan Soriano 83’ | Marcatori |  |

| Arbitro: | Lardot |

|  |           |                          |
|  | Marcatori | 35’ Berisha 65’ Bernardo |

| Arbitro: | Oliver |

|  |           |                             |
|  | Marcatori | 83’ (rig.) Jonathan Soriano |

| Arbitro: | Kružliak |

|                                    |           |  |
| Jonathan Soriano 76’ Wanderson 81’ | Marcatori |  |

| Arbitro: | Sidiropoulos |

|                |           |            |
| Rog 76’ (rig.) | Marcatori | 59’ Lazaro |

| Arbitro: | Thomson |

|            |           |                           |
| Lazaro 22’ | Marcatori | 87’ Fernándes 95’ Soudani |

### UEFA Europa League

#### Fase a gironi
| Arbitro: | Zelinka |

|  |           |               |
|  | Marcatori | 37’ Joãozinho |

| Arbitro: | Gözübüyük |

|                                                |           |                      |
| Goretzka 15’ Ćaleta-Car 47’ (aut.) Höwedes 58’ | Marcatori | 72’ Jonathan Soriano |

| Arbitro: | Aranovs'kyj |

|  |           |          |
|  | Marcatori | 13’ Pléa |

| Arbitro: | Göçek |

|  |           |                |
|  | Marcatori | 72’, 73’ Hwang |

| Arbitro: | Liany |

|            |           |            |
| Smolov 85’ | Marcatori | 37’ Dabbur |

| Arbitro: | Petrescu |

|                              |           |  |
| Schlager 22’ Radošević 90+4’ | Marcatori |  |